# Associazione Calcio Monza 1919-1920
Questa pagina raccoglie le informazioni riguardanti l'Associazione Calcio Monza nelle competizioni ufficiali della stagione 1919-1920.

## Stagione
Il Monza centra l'obiettivo promozione senza grossi problemi. I ragazzi che Arturo Cassar, il vecchio capostazione di Monza, aveva allevato con molta cura durante tutto il periodo della grande guerra hanno dato i loro frutti.
Rimasti soltanto i più "anziani", il capitano Boniardi e Della Torre, subito congedati dal Regio Esercito Italiano perché delle classi precedenti il 1896, il Monza è composto da giovanissimi nati fra il 1898 e il 1903 e con questi "ragazzi" vince il campionato di Promozione e la "Coppa Otto Ore" destinata ai boys di età inferiore ai 18 anni, trofeo che rimase scritto sugli annali riportati da pochi almanacchi dell'epoca per poi cadere nell'oblio.
La fusione con l'Esperia, avvenuta prima dell'inizio dei campionati, non è stata mai citata da alcun almanacco mentre di fatto il Monza all'inizio del conflitto aveva tesserato alcuni validi giovani provenienti dall'inattiva Pro Victoria che il vecchio cassiere del Monza Calcio Giuseppe Verderio (anche lui ex della Pro Victoria), testimonial per il primo libro del Monza firmato da Vegetti-Rocca, aveva conosciuto molto bene: i fratelli gemelli Trabattoni.

## Organigramma societario
Area direttiva
- Presidente effettivo: Ragioniere C. Tagliabue.
- Presidente onorario: Giuseppe Daffieno.
- Vice Presidenti: Ingegnere A. Bianchi e Giuseppe Gritti.
- Consiglieri: R. Pasquali, R. Gerosa e G. Calò.
- Cassiere: R. Banfi.
- Sede: Piazza Corticella 2, Monza.
- Campo: dietro le Grazie Vecchie, tribunetta da 500 spettatori.

Area organizzativa
- Segretario: Ermanno Fossati.

Area tecnica
- Allenatore: Commissione tecnica.

## Rosa
| N. |                   | Ruolo | Calciatore          |
| -- | ----------------- | ----- | ------------------- |
|    | Italia (bandiera) | C     | Enrico Baragiotta   |
|    | Italia (bandiera) | C     | Ermanno Barigozzi   |
|    | Italia (bandiera) | C     | Bergomi             |
|    | Italia (bandiera) | D     | Arnaldo Boniardi    |
|    | Italia (bandiera) | C     | Castelli            |
|    | Italia (bandiera) | C     | Giuseppe Cattaneo   |
|    | Italia (bandiera) | D     | Luigi Colombo (I)   |
|    | Italia (bandiera) | A     | Luigi Crippa        |
|    | Italia (bandiera) | A     | Martino Della Torre |
|    | Italia (bandiera) | D     | Fedeli              |

| N. |                   | Ruolo | Calciatore          |
| -- | ----------------- | ----- | ------------------- |
|    | Italia (bandiera) | A     | Garetto             |
|    | Italia (bandiera) | A     | Lamperti            |
|    | Italia (bandiera) | D     | Francesco Mandelli  |
|    | Italia (bandiera) | D     | Andrea Mauri        |
|    | Italia (bandiera) | P     | Giovanni Passoni    |
|    | Italia (bandiera) | P     | Piazza              |
|    | Italia (bandiera) | A     | Radaelli            |
|    | Italia (bandiera) | C     | Aldo Sala           |
|    | Italia (bandiera) | A     | Ambrogio Trabattoni |
|    | Italia (bandiera) | A     | Giuseppe Trabattoni |

## Risultati

### Qualificazione alla Prima Categoria
| Arbitro: | Bellandi (Milano) |

|                             |           |                 |
| Marenzi 25’, 40’ Quadri 88’ | Marcatori | 50’, 65’ Crippa |

### Promozione

#### Girone di andata
| Arbitro: | Gaetani (Milano) |

|                                   |           |             |
| A. Trabattoni 20’ Crippa 44’, 66’ | Marcatori | 85’ Pozzoli |

| Arbitro: | Guiot (Milano) |

|            |           |                                        |
| Campra 15’ | Marcatori | 35’ (aut.) Gaiani II 75’ A. Trabattoni |

| Monza 14 dicembre 1919 3ª giornata | Monza               | 2 – 1 | Pro Lissone | Campo delle Grazie Vecchie\| Arbitro: \| Fiorentini (Milano) \| |
| Arbitro:                           | Fiorentini (Milano) |       |             |                                                                 |

| 21 dicembre 1919 4ª giornata |  | – Riposo |  |  |

| Arbitro: | Tradico (Milano) |

|           |           |                              |
| Preti 34’ | Marcatori | 16’ Crippa 72’ A. Trabattoni |

#### Girone di ritorno
| Arbitro: | Guiot (Milano) |

|                  |           |              |
| Pozzoli 40’, 65’ | Marcatori | 50’ Cattaneo |

| Arbitro: | Turba (Milano) |

|  |           |                           |
|  | Marcatori | 55’ Bianchi 60’ Gaiani II |

| Lissone 18 gennaio 1920 8ª giornata | Pro Lissone    | 0 – 2 | Monza | Campo della Palestra\| Arbitro: \| Guiot (Milano) \| |
| Arbitro:                            | Guiot (Milano) |       |       |                                                      |

| 25 gennaio 1920 9ª giornata |  | – Riposo |  |  |

| Arbitro: | Guiot (Milano) |

|              |           |  |
| Cattaneo 85’ | Marcatori |  |

#### Girone finale
| Arbitro: | Crivelli (Milano) |

|              |           |                         |
| Cristiano 4’ | Marcatori | 13’ Cattaneo 40’ Crippa |

| Arbitro: | Tradico (Milano) |

|              |           |  |
| Cattaneo 25’ | Marcatori |  |

| Arbitro: | Guiot (Milano) |

|                               |           |                                 |
| Caccia 46’ Allemandi 53’, 58’ | Marcatori | 80’ (aut.) Colombo 87’ Cattaneo |

| Arbitro: | Grossi (Milano) |

|                            |           |                                |
| Veronesi 47’ Balzarini 70’ | Marcatori | 15’ A. Trabattoni 63’ Radaelli |

| Arbitro: | Piazza (Milano) |

|                                                |           |  |
| Cattaneo 13’, 27’ Radaelli 65’ Meda 85’ (aut.) | Marcatori |  |

| Arbitro: | Piazza (Milano) |

|            |           |             |
| Crippa 90’ | Marcatori | 25’ Pastore |

| Arbitro: | Sessa (Milano) |

|               |           |              |
| Crosta II 77’ | Marcatori | 59’ Radaelli |

| Arbitro: | Sessa (Milano) |

|              |           |  |
| Radaelli 80’ | Marcatori |  |

| Arbitro: | Guiot (Milano) |

|                         |           |                             |
| Crippa 21’ Cattaneo 78’ | Marcatori | 8’ Bevilacqua 88’ Missaglia |

| Arbitro: | Livraghi (Milano) |

|             |           |  |
| Canetta 19’ | Marcatori |  |

| Arbitro: | Tradico (Milano) |

|              |           |  |
| Cattaneo 37’ | Marcatori |  |

## Statistiche

### Statistiche dei giocatori
| Giocatore | Promozione | Promozione | Finali di Promozione | Finali di Promozione | Totale   | Totale |
| Giocatore | Presenze   | Reti       | Presenze             | Reti                 | Presenze | Reti   |
| --------- | ---------- | ---------- | -------------------- | -------------------- | -------- | ------ |
| [[.]]     | .          | 0          | ?                    | ?                    | 0+       | 0+     |
| [[.]]     | .          | 0          | ?                    | ?                    | 0+       | 0+     |
| [[.]]     | .          | 0          | ?                    | ?                    | 0+       | 0+     |
| [[.]]     | .          | 0          | ?                    | ?                    | 0+       | 0+     |
| [[.]]     | .          | 0          | ?                    | ?                    | 0+       | 0+     |
| [[.]]     | .          | 0          | ?                    | ?                    | 0+       | 0+     |
| [[.]]     | .          | 0          | ?                    | ?                    | 0+       | 0+     |
| [[.]]     | .          | 0          | ?                    | ?                    | 0+       | 0+     |